# Ерофеев, Дмитрий Владимирович
Дмитрий Владимирович Ерофеев (2 апреля 1973, Топчиха, Алтайский край, Топчихинский район, Алтайский край или Алтайский край — 31 декабря 1994, Грозный) — российский офицер, командир группы 67-й отдельной бригады специального назначения Главного разведывательного управления Генерального Штаба Вооружённых Сил Российской Федерации, лейтенант, Герой Российской Федерации.

## Биография
Родился в селе Топчиха Топчихинского района Алтайского края.
После окончания Топчихинской средней школы № 1 в 1990 году поступил в Новосибирское высшее военное командное училище. После окончания училища был направлен в Бердск, где располагалась 67-я отдельная бригада специального назначения ГРУ ГШ.
В декабре 1994 года в составе бригады отправился в командировку в Чечню. В бою 31 декабря 1994 года группа, в составе которой был Дмитрий Ерофеев, попала в засаду в районе железнодорожного вокзала в Грозном. Лейтенант Ерофеев получил ранение при попадании в БМП из гранатомёта, но под вражеским огнём вынес из горящей БМП в укрытие двоих раненых членов экипажа. Прикрывая отход группы, пулеметным огнём уничтожил две огневые точки врага. Продолжал вести бой, несмотря на серьёзные ранения, пока не погиб.
За мужество и героизм, проявленные при выполнении воинского долга Указом Президента Российской Федерации от 13 октября 1995 года лейтенанту Ерофееву Дмитрию Владимировичу присвоено звание Героя Российской Федерации (посмертно).

## Память
- Приказом Министра обороны Российской Федерации навечно зачислен в списки 1-й роты 691-го отдельного отряда специального назначения ГРУ ГШ[1].

- Именем Дмитрия Ерофеева названа муниципальная средняя общеобразовательная школа № 1 в посёлке Топчиха[3][1].

- Памятники Дмитрию Ерофееву воздвигнуты на мемориале Героям-выпускникам Новосибирского военного общевойскового командного училища и на Аллее Героев посёлка Топчиха[3].